# Biały ptak w zamieci
Biały ptak w zamieci (ang. White Bird in a Blizzard) – amerykańsko-francuski dramat/thriller z 2014 roku w reżyserii Gregga Arakiego, na podstawie powieści amerykańskiej pisarki Laury Kasischke. Zdjęcia kręcono w Los Angeles. Film miał swoją premierę na Sundance Film Festival. 

## Fabuła
Akcja filmu rozpoczyna się jesienią/zimą 1988 roku. Siedemnastoletnia Kat (Shailene Woodley) ma przewidywalnego ojca (Christopher Meloni) i perfekcyjną matkę (Eva Green). Spotyka się z Philem (Shiloh Fernandez) chłopakiem z sąsiedztwa, którego wychowuje niewidoma matka (Dale Dickey). Pewnego dnia jej matka znika bez śladu, sprawą zaginięcia zajmuje się detektyw Scieziesciez (Thomas Jane), którego działania niewiele wyjaśniają. Tajemnicze zaginięcie matki Kat, rozwiązuje się dopiero po kilku latach.  

## Obsada
- Shailene Woodley jako Kat Connor
- Eva Green jako Eve Connor
- Christopher Meloni jako Brock Connor
- Shiloh Fernandez jako Phil
- Dale Dickey jako Pani Hillman (matka Phila)
- Thomas Jane jako Detektyw Scieziesciez
- Gabourey Sidibe jako Beth
- Mark Indelicato jako Mickey
- Angela Bassett jako Dr Thaler
- Jacob Artist jako Oliver

i inni